# Joliet (Illinois)
Joliet é uma cidade americana localizada nos condados de Will e Kendall. Joliet faz parte da região metropolitana de Chicago. É sede do Condado de Will.
Segundo o censo nacional de 2010, a sua população é de 147 433 habitantes e sua densidade populacional é de 916,5 hab/km². É a quarta cidade mais populosa do estado. Possui 51 285 residências, que resulta em uma densidade de 318,81 residências/km².

## Demografia
Segundo o censo americano de 2000, Jolliet possui uma população de 106 221 habitantes, 36 182 residências ocupadas e 25 399 famílias. A densidade populacional da cidade é de 387.3 hab/km². 69,32% da população de Jolliet é branco, 18,16% são afro-americanos, 0,28% são asiáticos, 1,14% são nativos americanos, 0,02% são nativos polinésios, 8,97% são de outras raças e 2,09% são descendentes de duas ou mais raças. 18,41% da população da cidade são hispânicos de qualquer raça.
Existem 36,182 residências ocupadas na cidade, dos quais 38,8% são ocupadas por ao menos uma criança com menos de 18 anos de idade, 51,9% são ocupadas por um casal, 13.3% são ocupadas por uma pessoa do sexo feminino see marido, e 29,8% não são famílias. 24,7% de todas as residências ocupadas são ocupadas por apenas uma pessoa e 10% são ocupadas por apenas uma pessoa com mais de 65 anos de idade. Cada residência ocupada é ocupada por 2,81 pessoas, em média; o tamanho médio de uma família é de 3,39 pessoas.
29,5% da população da cidade possui menos de 18 anos de idade, 10.1% possuem entre 18 e 24 anos, 33,1% possuem entre 25 e 44 anos, 16,3% possuem entre 45 e 64 anos, e 11% possuem 65 anos ou mais de idade. Para cada 100 pessoas do sexo feminino existem 98,2 pessoas do sexo masculino. Para cada 100 pessoas do sexo feminino com 18 anos de idade ou mais, existem 95,3 pessoas do sexo masculino.